# Ulolonche niveiguttata
Ulolonche niveiguttata är en fjärilsart som beskrevs av Augustus Radcliffe Grote 1873. Ulolonche niveiguttata ingår i släktet Ulolonche och familjen nattflyn. Inga underarter finns listade i Catalogue of Life.